# Parafia Wniebowzięcia Najświętszej Maryi Panny w Ostrowi Mazowieckiej
Parafia rzymskokatolicka pw. Wniebowzięcia Najświętszej Maryi Panny w Ostrowi Mazowieckiej – parafia rzymskokatolicka należąca do dekanatu Ostrów Mazowiecka – Wniebowzięcia NMP, diecezji łomżyńskiej, metropolii białostockiej.

## Historia
Została założona w 1421 przez biskupa Jakuba z Korzkwi. 

## Miejsca kultu
Kościół parafialny
Obecny kościół murowany w stylu neogotyckim pw. Wniebowzięcia Najświętszej Maryi Panny zbudowano w latach 1885-1893 według projektu architekta Bronisława  Colonna Czosnowskiego (syna Władysława Leona Czosnowskiego) i Bronisława Szmidta, z inicjatywy księdza Adama Pruss-Jarnutowskiego; pobłogosławiony 24 sierpnia 1890 przez ks. Rocha Filochowskiego; konsekrowany 7 października 1894 przez biskupa płockiego Michała Nowodworskiego.
Kościoły filialne i kaplice
- Kościół murowany w Prosienicy[1]
- Kaplica w zaadaptowanym domu drewnianym w Pałapusie[1]

## Zasięg parafii
W granicach parafii znajdują się miejscowości
- Budy-Grudzie,
- Guty-Bujno,
- Nowe Lubiejewo,
- Pałapus,
- Podborze,
- Prosienica,
- Stare Lubiejewo.

oraz ulice Ostrowi Mazowieckiej
- Armii Krajowej,
- Batorego,
- Bohaterów Pecynki,
- Borowa,
- Bowidu,
- Chabrowa,
- Chełmońskiego,
- Cmentarna,
- Duboisa (nr nieparzyste; nr 4 i 6),
- Fabryczna,
- Fałata,
- Gierymskiego,
- Gołębia,
- Grota-Roweckiego,
- Kolarska,
- Konopnickiej,
- Kopernika,
- Kossaka,
- Kościuszki,
- Kraszewskiego,
- Ks. Jana Sobotki,
- Księżnej Anny Mazowieckiej (nr 2 i 4),
- Kwiatów Polskich,
- Lipowa,
- Lubiejewska,
- 3 Maja (nr nieparzyste do 37; nr parzyste do 68),
- Malczewskiego,
- Mieczkowskiego (nr nieparzyste),
- Młyńska,
- Moniuszki,
- Noakowskiego,
- Najmoły,
- Orzeszkowej,
- Partyzantów (nr nieparzyste do 13; nr 2),
- Pawłowskiej,
- Piękna,
- Piłata (nr nieparzyste po stronie północnej),
- Pl. Wolności,
- Plater,
- Pocztowa,
- Północna,
- Prusa (nr 2, 3, 4),
- Reymonta,
- Rubinkowskiego,
- Rytla,
- Sielska (nr parzyste),
- Sienkiewicza,
- Sikorskiego (do nr. 61),
- Sportowa,
- Stacja,
- Stacyjna (do nr. 28),
- Sudoła,
- Szkolna,
- Torowa,
- Tysiąclecia,
- Warchalskiego,
- Waryńskiego (nr 2 - 9 po stronie północnej),
- Wesoła,
- Wiaduktowa,
- Widnichowska,
- Wileńska,
- Wodna,
- Wójtowska,
- Wschodnia,
- Wyczółkowskiego,
- Wyspiańskiego,
- Zachodnia,
- Zakrzewskiego,
- Zapolskiej,
- Złotych Kłosów,
- Żale,
- Żeromskiego.